# Епархия Сан-Карлоса-де-Венесуэлы
Епархия Сан-Карлоса-де-Венесуэлы (лат. Dioecesis Sancti Caroli in Venetiola) — епархия Римско-католической церкви с центром в городе Сан-Карлос, Венесуэла. Епархия Сан-Карлоса-де-Венесуэлы  входит в митрополию Валенсии в Венесуэле. Кафедральным собором епархии Сан-Карлоса-де-Венесуэлы является церковь Непорочного Зачатия Пресвятой Девы Марии.

## История
16 мая 1972 года Папа Римский Павел VI издал буллу «In vertice», которой учредил епархию Сан-Карлоса-де-Венесуэлы, выделив её из епархии Валенсии в Венесуэле (сегодня — архиепархия Валенсии в Венесуэле). Первоначально епархия Сан-Карлоса-де-Венесуэлы являлась суффраганной по отношению к архиепархии Каракаса.
12 ноября 1974 года епархия Сан-Карлоса-де-Венесуэлы стала частью церковной провинции Валенсии в Венесуэле.

## Ординарии епархии
- епископ Медардо Луис Лусардо Ромеро (16.05.1972 — 20.08.1979 — назначен епископом Сьюдад-Гуаяны);
- епископ Антонио Арельяно Дуран (3.06.1980 — 27.12.2002);
- епископ Хесус Томас Саррага Кольменарес (27.12.2002 — 10.11.2014);
- епископ Polito Rodríguez Méndez (8.04.2016 — 28.06.2024— назначен архиепископом Баркисимето);
- епископ Alexander Rivera Vielma (27.05.2025 — по настоящее время).